# Тиволи (Тексас)
Тиволи (енгл. Tivoli) насељено је место без административног статуса у америчкој савезној држави Тексас.

## Демографија
По попису из 2010. године број становника је 479.
| Група             | 2000.    | 2010.       |
| Белци             | 0 (0,0%) | 93 (19,4%)  |
| Афроамериканци    | 0 (0,0%) | 10 (2,1%)   |
| Азијати           | 0 (0,0%) | 4 (0,8%)    |
| Хиспаноамериканци | 0 (0,0%) | 374 (78,1%) |
| Укупно            | 0        | 479         |